# Amburana
Amburana là một chi rau đậu thuộc họ Fabaceae. 
Nó gồm các loài:
- Amburana acreana
- Umburana Do Cheiro (Amburana cearensis)